# Goldberger Márk
Goldberger Márk (Bátorkeszi, 1879. október 31. – 1948 után) orvos, ideggyógyász. Bátyja Goldberger Izidor (1876–1944) rabbi.

## Életpályája
Goldberger Benő és Grosz Fanni fiaként született. A Pozsonyi Evangélikus Líceumban végezte középiskolai tanulmányait (1891–1899), majd a Budapesti Tudományegyetem Orvostudományi Karának hallgatója lett (1899–1904). Pályáját a Budapesti Tudományegyetem Elme- és Idegkórtani Klinikájának díjazott gyakornokaként kezdte. 1907 áprilisától ugyanott tanársegédként működött. 1910 márciusában kinevezték a Lipótmezei Állami Elmegyógyító Intézet másod-főorvosává. Az első világháború idején egy tábori kórháznál beosztott népfölkelő főorvos volt. A háborút követően a Bíró Dániel Kórház rendelő idegorvosa, s a Pesti Izraelita Hitközség Bródy Zsigmond és Adél Gyermekkórházának ideggyógyász főorvosa volt.  Az ideg- és elmegyógyászat témakörébe vágó cikkeivel gyakran jelent meg szaklapok hasábjain.
Felesége Tauber Gizella (1897–?) volt, akivel 1921. március 29-én Budapesten, az Erzsébetvárosban kötött házasságot.

## Művei
- A zsidók ideges hajlamossága. (Egyenlőség, 1912, 15–22.)
- A «pihenésre vágyás» szerepe a functionális idegbajok előidézésében. (Gyógyászat, 1913, 2.)
- Hanyatló (visszafejlődő) korúak kriminalitása. (Gyógyászat, 1923, 33–35.)
- Encephalitis epidemica chronikus formái a gyermek- és fiatalkorban. Grósz Gyulával. (Gyógyászat, 1923, 48–50.)
- Gyermekkori fejfájások. (Gyógyászat, 1925, 26.)
- Tonsillitishez kapcsolódott myelitis két gyógyult esete. (Gyógyászat, 1926, 1.)
- A liquorvizsgálatok jelentősége az agyhártyagyulladások kórismézésében. Berger Gizellával. (Gyógyászat, 1927, 34.)
- A mellőzött gyermek. (Gyógyászat, 1929, 3–4.)
- Vallásos kényszerneurosis sajátos formája. (Gyógyászat, 1932, 9.)
- A mellőzés szerepe az ideg-, elmebajokban. (Gyógyászat, 1932, 28–29.)
- A gyermekkori alvászavarok. (Gyógyászat, 1932, 46–47.)
- Laurence–Riedl betegség. (Gyógyászat, 1933, 40–41.)
- Freud hívői és tagadói. (Libanon, 1936, 3.)
- A gyermekkori epilepszia. (Orvosok Lapja, 1947, 14.)
- 230 gyermek és fiatal (fejlődő) korú neorolueses esetéből levonható tanulságok. (Orvosok Lapja, 1947, 26.)
- Ügyetlenkezűségből fakadó lelkitusák. (Orvosok Lapja, 1948, 50.)

## Díjai, elismerései
- Koronás arany érdemkereszt a vitézségi érem szalagján (1916)